# Women's Asia Pacific Sevens Championship 2011
El Women's Asia-Pacific Sevens Championship de 2011 fue la segunda edición del torneo de rugby 7 en la que compitieron seleccionados femeninos de Asia y Oceanía.
Se disputó en la ciudad de Kota Kinabalu en Malasia.

## Fase de grupos

### Grupo A
| Pos. | Equipo     | Encuentros | Encuentros | Encuentros | Encuentros | Tantos  | Tantos    | Tantos     | Puntos |
| Pos. | Equipo     | jugados    | ganados    | empatados  | perdidos   | a favor | en contra | diferencia | Puntos |
| ---- | ---------- | ---------- | ---------- | ---------- | ---------- | ------- | --------- | ---------- | ------ |
| 1    | Samoa      | 3          | 3          | 0          | 0          | 57      | 25        | 32         | 9      |
| 2    | Hong Kong  | 3          | 2          | 0          | 1          | 62      | 27        | 35         | 7      |
| 3    | Islas Cook | 3          | 1          | 0          | 2          | 49      | 62        | -13        | 5      |
| 4    | Singapur   | 3          | 0          | 0          | 3          | 20      | 74        | -54        | 3      |

### Grupo B
| Pos. | Equipo             | Encuentros | Encuentros | Encuentros | Encuentros | Tantos  | Tantos    | Tantos     | Puntos |
| Pos. | Equipo             | jugados    | ganados    | empatados  | perdidos   | a favor | en contra | diferencia | Puntos |
| ---- | ------------------ | ---------- | ---------- | ---------- | ---------- | ------- | --------- | ---------- | ------ |
| 1    | China              | 3          | 3          | 0          | 0          | 62      | 25        | 37         | 9      |
| 2    | Papúa Nueva Guinea | 3          | 2          | 0          | 1          | 62      | 22        | 40         | 7      |
| 3    | Tonga              | 3          | 1          | 0          | 2          | 50      | 36        | +14        | 5      |
| 4    | Malasia            | 3          | 0          | 0          | 3          | 0       | 100       | -100       | 3      |

#### Copa de plata
|  | Copa de plata | Copa de plata | Copa de plata |            |          | Quinto puesto  | Quinto puesto  | Quinto puesto  |  |
|  |               |               |               |            |          |                |                |                |  |
|  |               |               |               |            |          |                |                |                |  |
|  | Singapur      | Singapur      | 12            |            |          |                |                |                |  |
|  | Singapur      | Singapur      | 12            |            |          |                |                |                |  |
|  | Tonga         | Tonga         | 7             |            |          |                |                |                |  |
|  | Tonga         | Tonga         | 7             |            | Singapur | Singapur       | 7              |                |  |
|  |               |               |               |            | Singapur | Singapur       | 7              |                |  |
|  |               |               | Islas Cook    | Islas Cook | 5        |                |                |                |  |
|  | Islas Cook    | Islas Cook    | Islas Cook    | Islas Cook | 5        | 34             |                |                |  |
|  | Islas Cook    | Islas Cook    |               |            |          | 34             |                |                |  |
|  | Malasia       | Malasia       | 0             |            |          | Séptimo puesto | Séptimo puesto | Séptimo puesto |  |
|  | Malasia       | Malasia       | 0             |            |          | Séptimo puesto | Séptimo puesto | Séptimo puesto |  |
|  |               |               |               |            |          |                |                |                |  |
|  |               |               |               |            |          | Tonga          | Tonga          | 42             |  |
|  |               |               |               |            |          | Tonga          | Tonga          | 42             |  |
|  |               |               |               |            |          | Malasia        | Malasia        | 0              |  |
|  |               |               |               |            |          | Malasia        | Malasia        | 0              |  |
|  |               |               |               |            |          |                |                |                |  |

#### Copa de oro
|  | Cuartos de final   | Cuartos de final   | Cuartos de final |           |                    | Semifinales        | Semifinales | Semifinales |       |                    | Copa               | Copa         | Copa |  |
|  |                    |                    |                  |           |                    |                    |             |             |       |                    |                    |              |      |  |
|  |                    |                    |                  |           |                    |                    |             |             |       |                    |                    |              |      |  |
|  | Papúa Nueva Guinea | Papúa Nueva Guinea | 24               |           |                    |                    |             |             |       |                    |                    |              |      |  |
|  | Papúa Nueva Guinea | Papúa Nueva Guinea | 24               |           |                    |                    |             |             |       |                    |                    |              |      |  |
|  | Islas Cook         | Islas Cook         | 5                |           |                    |                    |             |             |       |                    |                    |              |      |  |
|  | Islas Cook         | Islas Cook         | 5                |           | Papúa Nueva Guinea | Papúa Nueva Guinea | 22          |             |       |                    |                    |              |      |  |
|  |                    |                    |                  |           | Papúa Nueva Guinea | Papúa Nueva Guinea | 22          |             |       |                    |                    |              |      |  |
|  |                    |                    | Samoa            | Samoa     | 17                 |                    |             |             |       |                    |                    |              |      |  |
|  | Samoa              | Samoa              | Samoa            | Samoa     | 17                 | 46                 |             |             |       |                    |                    |              |      |  |
|  | Samoa              | Samoa              |                  |           |                    |                    |             |             |       |                    |                    |              |      |  |
|  | Malasia            | Malasia            | 0                |           |                    |                    |             |             |       |                    |                    |              |      |  |
|  | Malasia            | Malasia            | 0                |           |                    |                    |             |             |       | Papúa Nueva Guinea | Papúa Nueva Guinea | 24           |      |  |
|  |                    |                    |                  |           |                    |                    |             |             |       | Papúa Nueva Guinea | Papúa Nueva Guinea | 24           |      |  |
|  |                    |                    | China            | China     | 10                 |                    |             |             |       |                    |                    |              |      |  |
|  | China              | China              | China            | China     | 10                 | 29                 |             |             |       |                    |                    |              |      |  |
|  | China              | China              |                  |           |                    |                    |             |             |       |                    |                    |              |      |  |
|  | Singapur           | Singapur           | 5                |           |                    |                    |             |             |       |                    |                    |              |      |  |
|  | Singapur           | Singapur           | 5                |           | China              | China              | 22          |             |       | Tercer lugar       | Tercer lugar       | Tercer lugar |      |  |
|  |                    |                    |                  |           | China              | China              | 22          |             |       | Tercer lugar       | Tercer lugar       | Tercer lugar |      |  |
|  |                    |                    | Hong Kong        | Hong Kong | 12                 |                    |             |             |       |                    |                    |              |      |  |
|  | Hong Kong          | Hong Kong          | Hong Kong        | Hong Kong | 12                 | 15                 |             |             | Samoa | Samoa              | 17                 |              |      |  |
|  | Hong Kong          | Hong Kong          |                  |           |                    |                    |             |             | Samoa | Samoa              | 17                 |              |      |  |
|  | Tonga              | Tonga              | 0                |           |                    |                    |             |             |       |                    | Hong Kong          | Hong Kong    | 5    |  |
|  | Tonga              | Tonga              | 0                |           |                    |                    |             |             |       |                    | Hong Kong          | Hong Kong    | 5    |  |
|  |                    |                    |                  |           |                    |                    |             |             |       |                    |                    |              |      |  |

| Bandera de Papúa Nueva Guinea |
| Campeón Papúa Nueva Guinea    |
| Primer título                 |